# مانويل دي فيكي
مانويل دي فيكي (بالإيطالية: Manuel De Vecchi)‏ مواليد 8 أكتوبر 1980 في إيطاليا، هو دراج إيطالي. شارك في دورة الألعاب الأولمبية الصيفية.

## وصلات خارجية
- الموقع الرسمي

## روابط خارجية
- مانويل دي فيكي على موقع CycleBase (الإنجليزية)
- مانويل دي فيكي على موقع نتائج كأس العالم لسباقات دراجات (بي.أم.إكس) (الإنجليزية)
- مانويل دي فيكي على موقع اللجنة الأولمبية الدولية (الإنجليزية)
- مانويل دي فيكي على موقع أوليمبيديا (الإنجليزية)